# RAF Technical Training Command
Das RAF Technical Training Command war zwischen 1940 und 1968 das Kommando für technische Ausbildung der britischen Royal Air Force (RAF) und damit insbesondere zuständig für die Flugzeuginstandhaltungsausbildung und andere nicht-fliegerische Ausbildung verantwortlichen Einheiten.

## Geschichte

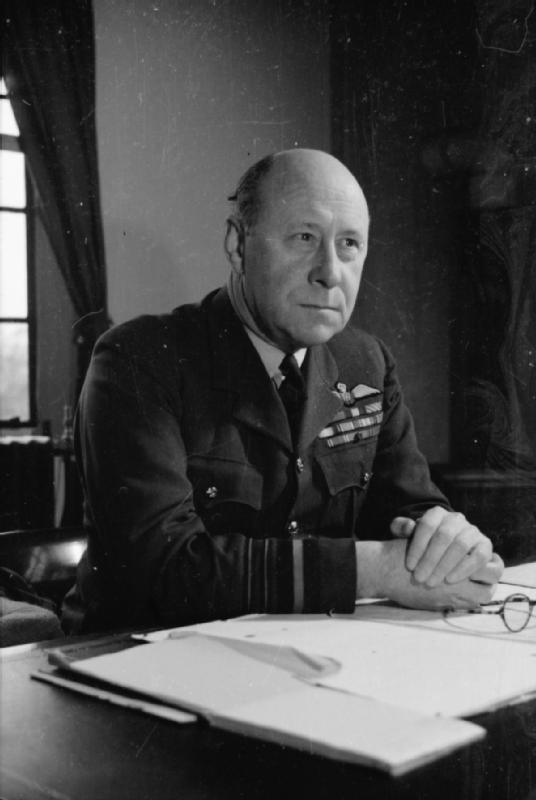
Air Marshal William Lawrie Welsh war zwischen 1940 und 1941 erster Kommandierender General des RAF Technical Training Command

Das RAF Technical Training Command wurde am 27. Mai 1940 aus den Teilen des Ausbildungskommandos (RAF Training Command) gebildet, die für die Flugzeuginstandhaltungsausbildung und andere nicht-fliegerische Ausbildung verantwortlich waren. Die anderen Teile des RAF Training Command bildeten anschließend das Flugausbildungskommando (RAF Flying Training Command).
Anfangs befand sich das Hauptquartier des Kommandos auf dem Militärflugplatz RAF Shinfield Park, ehe es 1945 auf den Luftwaffenstützpunkt RAF Brampton verlegt wurde. Das Kommando bestand Mitte der 1950er Jahre einerseits aus schulischen Einrichtungen wie dem RAF Technical College auf den Luftstreitkräftebasen RAF Henlow und RAF Debden, der No. 1 School of Technical Training RAF auf RAF Halton, der No. 2 School of Technical Training RAF, der No. 1 School of Radio auf RAF Locking, andererseits aus den fliegerischen Einheiten No. 22 Group RAF, No. 24 Group RAF sowie No. 27 Group RAF.
Am 1. Mai 1968 wurden das RAF Technical Training Command und das RAF Flying Training Command wieder zum RAF Training Command vereint.

## Befehlshaber
Das RAF Technical Training Command unterstand einem Generalleutnant (Air Marshal) als Kommandierendem General AOC-in-C (Air Officer Commander-in-Chief) entsprechend dem heutigen NATO-Rangcode OF-8. 
| Amtszeitbeginn     | Dienstgrad  | Amtsinhaber             |
| ------------------ | ----------- | ----------------------- |
| 27. Mai 1940       | Air Marshal | William Lawrie Welsh    |
| 7. Juli 1941       | Air Marshal | John Tremayne Babington |
| 1. Juni 1943       | Air Marshal | Arthur Barratt          |
| 29. Oktober 1945   | Air Marshal | Ralph Sorley            |
| 12. Juli 1948      | Air Marshal | John Whitworth-Jones    |
| 1. Juli 1952       | Air Marshal | Victor Groom            |
| 15. September 1955 | Air Marshal | George Beamish          |
| 10. Januar 1958    | Air Marshal | Arthur McDonald         |
| 29. September 1959 | Air Marshal | Wallace Kyle            |
| 12. Februar 1962   | Air Marshal | Alfred Earle            |
| 15. Januar 1964    | Air Marshal | Donald Randell Evans    |
| 18. Mai 1966       | Air Marshal | William Coles           |
| 1. Mai 1968        |             | Auflösung des Kommandos |